# Las hijas de Lilavati
Las hijas de Lilavati es una colección de casi cien ensayos biográficos sobre mujeres científicas de la India. Publicado por la Academia India de Ciencias (Bangalore) en 2008, el libro fue editado por Rohini Godbole y Ram Ramaswamy. Han aparecido reseñas en The Hindu, Nature y C&E News, entre otros lugares. El libro contiene breves reseñas biográficas y autobiográficas de mujeres científicas que trabajan en la India. En estos ensayos, que abarcan diversas disciplinas, las científicas hablan de lo que las llevó a la ciencia, de lo que mantuvo vivo su interés y de lo que les ayudó a alcanzar cierto grado de distinción en sus carreras. Esta colección representa la diversidad cultural del país, así como un amplio abanico de disciplinas, de modo que cualquier estudiante puede beneficiarse de las ideas y experiencias de mujeres profesionales con las que puede relacionarse a muchos niveles.
[El título de la colección es un guiño al tratado del siglo XII, Lilavati, escrito por el matemático indio Bhāskara II en el que se discuten problemas de aritmética, álgebra, geometría, etc. a través de conversaciones poéticas dirigidas a su hija Lilavati.]
El libro se ha traducido al malayalam como "Leelavatiyude Pennmakkal", publicado por la Kerala Sasthra Sahithya Parishath. Una versión más corta (y diferente) de Lilavati's Daughters se publicó como "The Girl's Guide to a Life in Science", editado por Ram Ramaswamy, Rohini Godbole y Mandakini Dubey (coeditado con Young Zubaan, Nueva Delhi). Se trata también de una iniciativa del Panel de Mujeres en la Ciencia (WiS) de la Academia de Ciencias de la India, en Bangalore.

## Contenido
Hay breves biografías de la botánica E. K. Janaki Ammal, las químicas Asima Chatterjee y Darshan Ranganathan, la primera mujer médico de la India Anandibai Joshee, la antropóloga Iravati Karve, la bioquímica Kamala Sohonie, la investigadora médica Kamal Ranadive, la física B. Vijayalakshmi y la meteoróloga Anna Mani. El libro se completa con las reseñas autobiográficas de varios científicos distinguidos, muchos de los cuales trabajan actualmente en la India. Se pueden encontrar más detalles en el sitio web de la Academia de Ciencias de la India.